# Токугава Иэсато
Князь Токугава Иэсато (яп. 徳川 家達, 24 августа 1863 — 5 июня 1940) — крупный японский аристократ и политический деятель, 7-й глава ветви Таясу Токугава (1865—1868), 16-й глава рода Токугава (1868—1940), даймё Сидзуока-хана (1868—1871), 4-й председатель палаты пэров (1903—1933).

## Биография
Токугава Иэсато родился в городе Эдо, столице сёгуната Токугава. Его детское имя — Камэносукэ. Третий сын Токугава Ёсиёри (1828—1876), главы ветви Таясу Токугава (1839—1863, 1868—1876). В 1865 году после смерти своего старшего брата Токугава Такатиё (1860—1865) Камэносукэ стал 7-м главой ветви Таясу Токугава (1865—1868).
В 1868 году после добровольной отставки 15-го сёгуна и своего приёмного отца Токугава Ёсинобу пятилетний Токугава Иэсато был назначен 16-м главой рода Токугава, возглавлял род вплоть до своей смерти в 1940 году. Его отец Токугава Ёсиёри в том же году вторично возглавил ветвь Таясу Токугава. Несмотря на то, что опекуном Камэносукэ считался его приёмный отец Токугава Ёсинобу, его воспитанием занимался Мацудайра Наритами (1814—1891), бывший правитель Цуяма-хана в провинции Мимасака.
В 1868-1871 годах Токугава Иэсато кратковременно владел княжеством Сидзуока в провинции Суруга, Тотоми и Микава.
В сентябре 1876 года после смерти Токугава Ёсиёри 9-м главой ветви Таясу Токугава стал Токугава Сатотака (1865—1941), младший брат Иэсато.

## Карьера и наследие
В 1877 году юный Токугава Иэсато был отправлен для получения образования в Итонский колледж в Великобританию, где провёл пять лет. В 1882 году он вернулся на родину, а в июле 1884 года получил титул князя Токугава (яп. 徳川公, косяку). В 1890 году Токугава Иэсато стал членом палаты пэров Японии. В 1901-1933 годах он являлся председателем палаты пэров.
В 1914 году после отставки премьер-министра Ямамото Гомбэя из-за скандала вокруг взяток немецкой фирме «Сименс» Токугава Иэсато стал одним из кандидатов на должность премьер-министра.
Во время морской конференции в Вашингтоне В 1921-1922 годах князь Токугава Иэсато входил в состав японской делегации. Во время переговоров поддерживал позицию США, чем вызвал недовольство ультраправых и консервативных групп в японском императорском флоте.
Позднее Токугава Иэсато занимал многие высшие государственные должности, в том числе был главой японского общества Красного Креста, руководителем японско-американского общества и президентом национального комитета по подготовке летних олимпийских игр, которые должны были пройти в 1940 году в Токио.
Иэсато цитировал слова своего приёмного отца и последнего сёгуна: «Ёсинобу разрушил дом Токугава, я его перестроил».
5 июня 1940 года 76-летний Токугава Иэсато скончался и был похоронен в семейном кладбище рода Токугава в храме Канэй-дзи в городе Токио.
После смерти Токугавы Иэсато новым (17-м) главой рода Токугава стал его старший сын Токугава Иэмаса (1884—1963).